# Derobrachus procerus
Derobrachus procerus är en skalbaggsart som beskrevs av Thomson 1860. Derobrachus procerus ingår i släktet Derobrachus och familjen långhorningar.
Artens utbredningsområde är:
- Guatemala.
- Honduras.

Inga underarter finns listade i Catalogue of Life.